# Paseky (Osečany)
Paseky jsou osada, část obce Osečany v okrese Příbram ve Středočeském kraji. Nachází se asi dva kilometry východně od Osečan. Je zde evidováno 5 adres. V roce 2011 zde trvale žili dva obyvatelé.
Paseky leží v katastrálním území Osečany o výměře 6,14 km².

## Historie
První písemná zmínka o vesnici pochází z roku 1886.
Za druhé světové války se ves stala součástí vojenského cvičiště Zbraní SS Benešov a její obyvatelé se museli 31. prosince 1943 vystěhovat.

## Obyvatelstvo
| Rok            | 1869 | 1880 | 1890 | 1900 | 1910 | 1921 | 1930 | 1950 | 1961 | 1970 | 1980 | 1991 | 2001 | 2011 | 2021 |
| -------------- | ---- | ---- | ---- | ---- | ---- | ---- | ---- | ---- | ---- | ---- | ---- | ---- | ---- | ---- | ---- |
| Počet obyvatel | 0    | 0    | 38   | 22   | 20   | 31   | 31   | 11   | 15   | 16   | 8    | 6    | 3    | 2    | 1    |
| Počet domů     | 0    | 0    | 5    | 5    | 5    | 5    | 5    | 5    | 5    | 6    | 3    | 3    | 4    | 4    | 4    |

## Obecní správa
Při sčítání lidu v letech 1900–1987 Paseky byly osadou obce Osečany, se kterým patřily nejprve do okresu Sedlčany, ale od roku 1960 v okrese Příbram. Od 1. ledna 1988 do 30. června 1990 byly částí města Sedlčany v okrese Příbram. Od 1. července 1990 jsou opět částí obce Osečany v okrese Příbram.